# 希維德溫縣

53°47′N 15°46′E / 53.783°N 15.767°E
希維德溫縣（波蘭語：Powiat świdwiński），是波蘭的縣份，位於該國西北部，由西波美拉尼亞省負責管轄，首府設於希維德溫，面積1,093平方公里，2006年人口48,920，人口密度每平方公里45人。